# Rap d'extrême droite
Le rap d'extrême droite ou rap identitaire est un courant musical soutenu par la mouvance identitaire et conservatrice, né à la fin des années 1990 en France.
L'internet permet un développement du rap d'extrême droite : en 2015, le clip de soutien à l'homme politique français Jean-Marie Le Pen, réalisé par le rappeur Kroc Blanc, est médiatisé.
Dans les années 2020, si le rappeur Millésime K est le plus populaire en France, le rap d'extrême droite est plus prisé en Allemagne et en Pologne. Le genre ne fait pas l'unanimité à l'intérieur et à l'extérieur de l'extrême droite en raison de ses origines afro-américaines et critiques des institutions étatiques.

## Histoire

### Origines
Le premier groupe de rap identitaire en France est Basic Celtos, issu du rock identitaire français (RIF), qui enregistre un disque en 1998 avec le label SERP, qui compte l'homme politique Jean-Marie Le Pen parmi ses fondateurs,.
De la fin des années 2000 au début des années 2010 s'imposent Goldofaf et Fasc. Fasc devient ensuite batteur du groupe Francs Tireurs Patriotes (FTP). D'autres essayeront de se faire un nom dans le rap identitaire : Exlimes, Contre-invasion, Soldat blanc, Amalek (Pierre-Marie Payet) ou le genevois Dissident,.
Le genre sort de la confidentialité avec Kroc Blanc, médiatisé en 2015 pour son clip de soutien à Jean-Marie Le Pen sur YouTube, réalisé avec Mc Amor et Amalek.

### Émergence relative
Le featuring permet de lier des relations avec d'autres rappeurs d'extrême-droite à l'étranger. Plusieurs militants d'extrême droite sont aussi invités par Kroc Blanc, tel que Serge Ayoub. Malgré son retrait du monde de la musique, il reste populaire auprès des sympathisants du Rassemblement national, de Civitas, de SOS Chrétiens d'Orient et néofascistes.
Le rap d'extrême-droite prend de l'ampleur grâce à la démocratisation d'Internet : depuis 2022, le rappeur Millésime K cumule plusieurs millions de vues sur les réseaux sociaux (notamment TikTok) et d'écoutes sur Spotify. Âgé d'une vingtaine d'année en 2023, Anthony Carusillo est un ancien arbitre de football établi à Lyon. Toujours en costume-cravate, il reste très discret sur sa vie personnelle et semble ne pas être lié à d'autres personnalités telles que Papacito, mais proche des forces de l'ordre. Durant sa tournée Patriote, des associations, syndicats et partis politiques réussissent à faire interdire plusieurs de ses concerts, dont les détails ne sont révélés que quelques heures avant le début, obligeant parfois Millésime K à mentir aux loueurs de salles,,.
La scène de rap identitaire allemande est très liée aux scènes rock d'extrême-droite et beaucoup plus organisée. En 2017, il y aurait eu entre quinze et vingt groupes de rap, par rapport à une dizaine en France. La communauté est très active en Pologne, alors que la Suisse reste tournée vers le rock ou le métal. Le rap nationaliste reste controversé à l'extérieur et à l'intérieur des mouvements d'extrême-droite car venant des minorités afro-américaines contestant les institutions nationales (comme la police),,.

## Caractéristiques
Les textes du rap d'extrême droite peuvent contenir des éléments pro-fascistes, pro-nazis, pro-police, anti-LGBT, nationalistes, identitaires, racistes, xénophobes, islamophobes ou critiques de l'islam, antisémites ou antisionistes,.